# والت براون
والتر فردریک براون (Walter Frederick Brown) (متولد ۲۸ ژوئیه ۱۹۲۶)، سیاستمدار آمریکایی و کاندید پیشین ریاست‌جمهوری از حزب سوسیالیست ایالات متحده آمریکا (۲۰۰۴) است. براون در سال ۱۹۴۸ به حزب سوسیالیست گروید اما از سال ۱۹۷۵ تا سال ۱۹۸۷، به عنوان عضو دموکرات در مجلس سنای ایالتی اورگن خدمت کرد. براون در سال‌های ۱۹۹۸، ۲۰۰۰، ۲۰۰۲ و ۲۰۰۴، کاندید حزب سوسیالیست ایالت اورگن در کنگره ایالات متحده (از حوزهٔ انتخابیهٔ سوم) بود و کاندید حزب سبز اقیانوس آرام برای دو مقام ایالتی بوده‌است.

## پیشینهٔ خانوادگی
براون در لس آنجلس ایالت کالیفرنیا در خانوادهٔ والتر اندریو (۱۱ اوت ۱۸۹۷–۱۰ نوامبر ۱۹۷۸)، وکیل دادگستری (قبلاً مکانیک خودرو، رانندهٔ کامیون و کارشناس بیمه برای خسارت تصادفات بود) و ایملی آن (موسوم به ویبر؛ ۳۰ اکتبر ۱۸۹۷–۲۵ فوریه ۱۹۷۸) معلم دبستان، متولد شد.

## حرفه به عنوان وکیل
براون در سال ۱۹۴۴ در جریان جنگ دوم جهانی در ۱۷ سالگی به خدمت فعال یا خدمت زیر پرچم در نیروهای دریایی ایالات متحده داوطلب شد. دراقیانوس آرام و چین در کشتی کارتر هالUSS (LSD-3) خدمت کرد. پس از ترخیص افتخاری در ماه ژوئن سال ۱۹۴۶ و همزمان با حضور در احتیاط غیرفعال نیروهای دریایی ایالات متحده، در دانشگاه کالیفرنیای جنوبی (USC) در قانون تنظیم مجدد سربازان شرکت کرد و مدرک کارشناسی در رشته حقوق با امتیاز درجه دوم در سال (۱۹۴۹) و دکتری حقوق (J.D.) در سال (۱۹۵۲) کسب کرد. در هنگام حضور در دانشگاه کالیفرنیای جنوبی (USC)، نامزد بورسیه تحصیلی رودز (ویژه دانشجویان آمریکا و کشورهای مشترک‌المنافع بریتانیا برای تحصیل در دانشگاه آکسفورد انگلستان) بود. وی همچنین در انجمن فی بتا کاپا و فی کاپا فی، انتخاب شد.
براون در سال ۱۹۵۲ در جریان جنگ کره، به خدمت فعال فراخوانده شد. وی به‌عنوان افسر به خدمت پذیرفته شد. در زمان حضور در نیروهای دریایی، به عنوان وکیل پرسنل معلول نیروهای دریایی، آموزگار مدرسهٔ قضائی نیروهای دریایی ایالات متحده در نیوپورت واقع رود آیلند، مقام قضائی پایگاه دریایی گریت لیکس ایالت (ایلینوی)، شهر بوستون و خلیج سوبیک ایالت فیلادلفیا، دادستان ویژه در ویتنام، وکیل استینافی در واشینگتن دی. سی و قاضی دادگاه عالی صحرایی در شهر سن دیگو مربوط ریاست عمومی دادگاه نظامی (JAG)، خدمت کرد. براون پس از ۲۶ سال خدمت در سال ۱۹۷۰ با درجهٔ فرمانده از نیروهای دریایی بازنشسته شد. براون به تحصیلات خود در دانشکدهٔ حقوق هاروارد (در رشتهٔ حقوق اساسی (۱۹۵۸))، دانشگاه بوستون (مدرک کارشناسی ارشد روابط بین‌الملل (۱۹۶۱))، دانشکدهٔ دادستانی کل نظامی دانشگاه ویرجینیا (کارشناسی ارشد در رشتهٔ حقوق نظامی (۱۹۶۵)) و دانشگاه اورگن (کارشناسی ارشد در رشتهٔ کتابخانه و اطلاعات (۱۹۷۵))، ادامه داد.
پس از این‌که براون از نیروهای دریایی بازنشسته شد، به عنوان دانشیار در دانشکدهٔ حقوق شمال‌غربی کالج لئوس و کلارک استخدام شد و از سال ۱۹۷۰ تا سال ۱۹۸۰ در این کالج تدریس کرد. وی همچنین از سال ۱۹۷۵ تا سال ۱۹۸۷، به‌عنوان معاون رئیس کمیتهٔ قضائی و رئیس مشترک کمیتهٔ شورای قانون‌گذاری (که مسئول پیش‌نویس تمامی لوایح برای قوه مقننه است)، خدمت کرد. از سال ۱۹۸۹ تا سال ۱۹۹۱، به‌عنوان مشاور شهرستان مالهور و معاون دادستان ناحیه‌ای شهرستان مالهور خدمت کرد. از سال‌های ۱۹۸۷ تا ۸۹ و ۱۹۹۱ تا الحال به‌عنوان مشاور کل انجمن مصرف‌کنندگان ایالت اورگن و از سال ۲۰۰۰ به این‌طرف به‌عنوان وکیل داوطلب در اتحادیهٔ عدالت مصرف‌کنندگان خدمت کرد. براون در سال ۲۰۰۳ دو جایزه از کانون وکلای ایالتی اورگن دریافت کرد: یکی به‌خاطر ارائه بیشترین خدمات حقوقی برای افراد بی بضاعت و دیگر آن به‌خاطر مجموع ساعات خدمات مجانی.

## حرفهٔ سیاسی

### مجلس سنای ایالت اورگن
براون از سال ۱۹۷۴ تا سال ۱۹۸۶ سه دوره به عنوان نمایندهٔ دموکرات در مجلس سنای ایالتی اورگن خدمت کرد. براون مسئول تصویب نخستین ممنوعیت جهانی کلروفلوئوروکرین تخریب کننده (CFCs) ازون (مولکول) در سال ۱۹۷۷ بود که چندین دولت دیگر از آن به‌عنوان الگو استفاده کردند. این ممنوعیت در سال ۱۹۷۷ در ایالت اورگن به مرحلهٔ اجراء درآمد و مجلس قانون‌گذاری ایالت اورگن اجازه یافت تا هر نوع تغییرات لازم (مانند مجاز شمردن ادامه استفاده CFCs در دستگاه استنشاقی برای افراد مبتلا به آسم یا نفس تنگی)، را ایجاد نمایند.

### کنگره ایالات متحده
براون چهار مرتبه در مقابل ایرل بلومنور، نماینده آن زمان از حوزهٔ انتخابیهٔ سوم اورگن در مجلس نمایندگان ایالات متحده کاندید کرد.

### کمپین ریاست‌جمهوری سال ۲۰۰۴
براون که یک سوسیال دموکرات بود، توسط حزب سوسیالیست ایالات متحده آمریکا (SPUSA) در کنوانسیون سال ۲۰۰۳ این حزب در برابر ارک چیستر، سوسیالیست انقلابی ماساچوست، نامزد شد. پس از این کنوانسیون اعضای حزب متوجه شدند که براون قبلاً دیدگاه ضد سقط جنین داشته‌است. به دلیل همین دیدگاها، جنبش فراخوان براون به‌عنوان نامزد ریاست‌جمهوری در نهایت به شکست مواجه شد اما بسیاری از سازمان‌های حزب قادر به حمایت از این تکت انتخاباتی نشدند. علیرغم این همه اتفاقات، براون و ماری آلیس هربرت، معاونش در هشت ایالت به رای‌گیری دسترسی پیدا کردند و در هشت ایالت دیگر در وضعیت درج شده قرار گرفتند. در روز انتخابات، براون/هربرت ۱۰٬۸۳۷ رای بدست آرودند که بیش از هر نامزد ریاست‌جمهوری حزب سوسیالیست از سال ۱۹۵۲ و در تاریخ سوسیالیست‌ترین حزب ایالات متحده آمریکا، بود. چندین فعال حزب ثالث از جمله دادرسی ریچاردسن از ایالت فلوریدا و استیو هاوزر از ایالات ویسکانسین، در کمپین ریاست‌جمهوری براون همکاری کردند.

### دادستانی کل ایالت اورگن
در سال ۲۰۰۸، براون به‌عنوان کاندید حزب سبز اقیانوس آرام در انتخابات ماه نوامبر سال ۲۰۰۸ نامزد سمت دادستانی کل ایالت اورگن شد.‏ ۷۶٬۸۵۶ رای برابر با ۵٫۱ درصد آرا را بدست آورد.

### خزانه‌داری ایالت اورگن
براون در ماه ژوئن سال ۲۰۱۰، در انتخابات سال ۲۰۱۰ اورگن، کاندید حزب سبز اقیانوس آرام برای سمت خزانه‌داری شد اما به کمپین انتخاباتی خود برای نامزدی این حزب پایان داد و در عوض آن در نهایت نامزد حزب ترقی‌خواه شد و به‌عنوان کاندید حزب ترقی‌خواه ثبت فهرست ورق رای‌دهی اورگن شد. براون با کسب ۳۸٬۳۱۶ رای معادل (۳ درصد)، از بین چهار کاندید در جایگاه سوم قرار گرفت.

## سایر فعالیت‌ها
براون رئیس انجمن دموکرات بخش شرقی (این انجمن به حزب دموکرات وابسته نیست) است و در رأس کمیتهٔ دستور کار آن‌ها نیز قرار دارد. براون عضو هیئت مدیره اتحادیهٔ مصرف‌کنندگان اورگن نیز است. وی وکیل داوطلب اتحادیهٔ مصرف‌کنندگان و اتحادیه عدالت مصرف‌کنندگان است. براون و خانمش بیورلی، در پناهگاه آوارگان سنی‌ساید یا آفتاب برآمد و اتاق ناهار خوری سنت فرانسیس در پورتلند، داوطلبانه خدمت می‌کنند.

### پارک یادبود باربارا اس. و والتر اف. براون
براون در پایان دورهٔ دوازده سال خدمت خود در مجلس سنای ایالت اورگن، به عنوان رئیس کمیتهٔ کشاورزی و جنگل‌داری مجلس سنا خدمت کرد. در همین زمان بود که براون و خانمش، ۱۸۵ جریب (۰٫۷۵ کیلومتر مربع) زمین را در دوطرف رودخانهٔ یلتز در شهرستان لینکلن واقع ساحل اورگن خریداری کردند. درختان این زمین در جریان جنگ اول جهانی کاملاً قطع شده بود. این زوج سال‌ها تلاش کردند تا این زمین را با غرس درختان نوئل یا صنوبر سیتکایی، سدر سرخ غربی و صنوبر داگلاس دوباره به جنگل تبدیل نمایند که تلاش‌های همه آن‌ها به صریحاً به انگیزه ایجاد پارک صورت گرفته بود. در زمان فوت باربارا در سال ۱۹۹۹، این پارک تکمیل نشده بود و والت به تنهایی مدیریت این پارک را به پیش برد. در ۸ اوت سال ۲۰۰۷، والت این پارک را به شهرستان لینکلن وقف کرد با این تضمین که شکار و قطع درختان این پارک مجاز نیست.